# Cheever Racing
Cheever Racing var ett amerikanskt racingteam som körde i IndyCar Series under seriens elva första säsonger. Det var stallchefen Eddie Cheever som oftast körde en av bilarna.

## Historia
Cheever valde att lämna CART när Indianapolis Motor Speedway bröt sig loss och skapade Indy Racing League till säsongen 1996. Cheever startade sitt eget team (då kallat Team Cheever) och var dess enda förare i flera år. Den stora höjdpunkten var när Cheever lyckades vinna Indianapolis 500 1998. Han var även med i mästerskapskampen säsongen 2000, men bleknade under hösten. Under stallets sista år hade man stöd ifrån Red Bull, och två förare. Tomas Scheckter vann på Michigan 2002, innan han flyttade till Chip Ganassi Racing. Teamets mest framgångsrika förare innan Red Bull lämnade var Alex Barron, som gjorde ett flertal bra resultat säsongen 2004. Efter att Red Bull lämnat hoppade Cheever själv in som förare, men vid 48 års ålder var han inte särskilt konkurrenskraftig. Därefter avvecklade Cheever teamets verksamhet i IndyCar. Cheever Racing satsade istället på Rolex Sports Car Series, där man ställde upp under tre års tid, men sedan man blev av med huvudsponsorn deltog man inte under 2009 års säsong.